# Wölferlinger Weiher

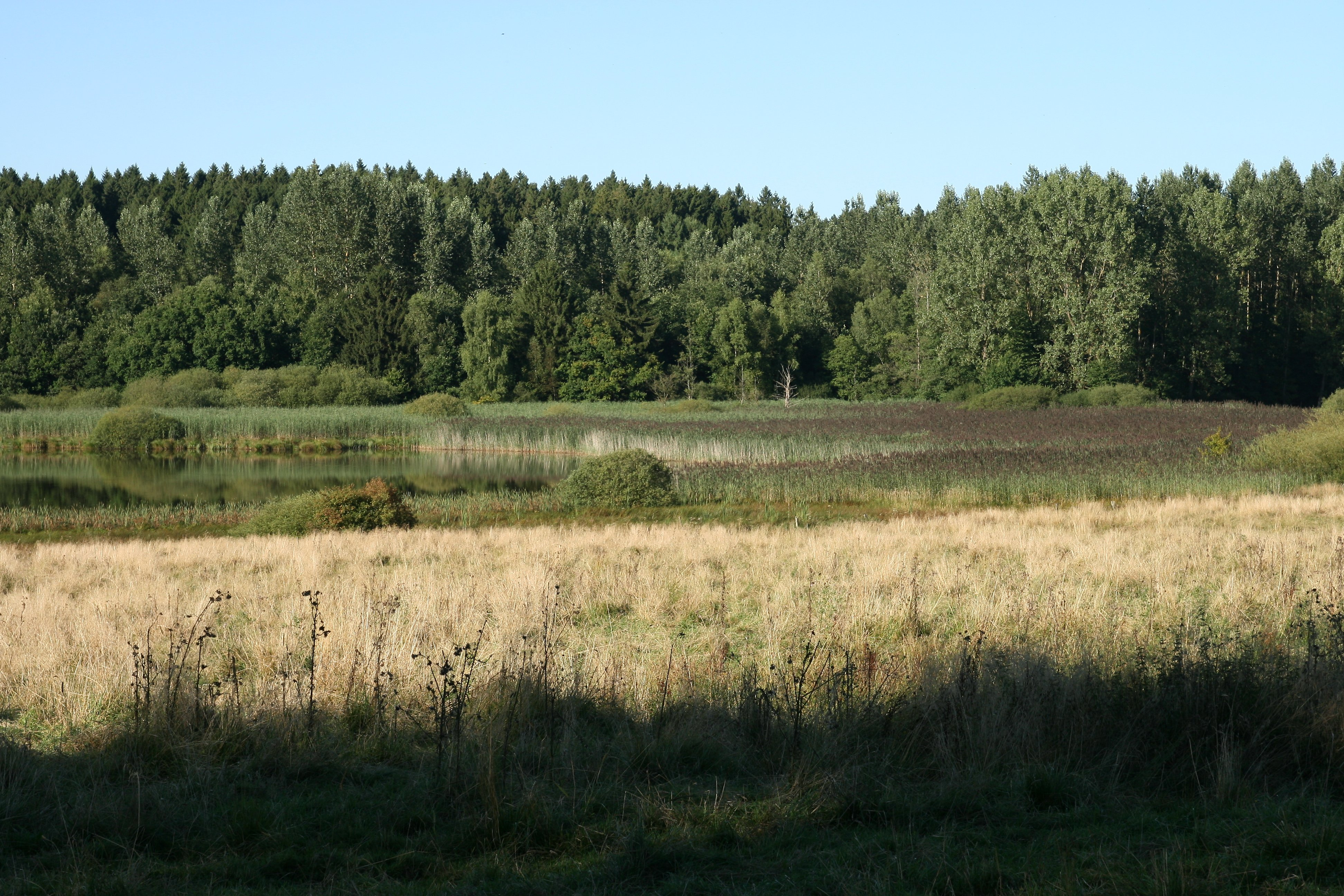
Schilfbewuchs am Ostufer

Der Wölferlinger Weiher liegt in der Gemarkung von Wölferlingen zwischen den Orten Wölferlingen und Langenhahn im Westerwaldkreis. Seit 1979 ist der Wölferlinger Weiher ein offizielles Naturschutzgebiet und liegt am 7-Weiher-Weg im Westerwald. Gemeinsam mit sechs anderen Stauweihern, von Graf Friedrich III. zu Wied im 17. Jahrhundert angelegt, gehört der Wölferlinger Weiher zum Landschaftsschutzgebiet Westerwälder Seenplatte.
Der Wölferlinger Weiher selbst ist 1,02 ha groß und damit deutlich kleiner als die anderen Gewässer der Westerwälder Seenplatte. Er beherbergt selten vorkommende Vogel- und Pflanzenarten wie die Blaue Himmelsleiter und die Zweiblättrige Waldhyazinthe. Der See weist an seinen Rändern Sumpfgebiete und Flachwasserzonen auf. Das den See umgebende Naturschutzgebiet hat eine Größe von etwa 90 ha.
Seit 2019 ist der Wölferlinger Weiher zusammen mit den anderen Weihern der Westerwälder Seenplatte im Besitz der NABU-Stiftung Nationales Naturerbe.

## Naturschutzgebiet
Die Bezirksregierung Koblenz erließ am 20. Januar 1979 hierzu eine Rechtsverordnung, in welcher der Schutzzweck wie folgt beschrieben ist:
„Schutzzweck ist die Erhaltung des Feuchtgebietes mit seinen Wasserflächen, Flachwasserzonen, Sumpfflächen und anschließenden feuchten Grünlandflächen als Standort seltener Pflanzen sowie als Lebensraum in ihrem Bestande bedrohter und seltener Tierarten, insbesondere seltener Vogelarten aus wissenschaftlichen Gründen“.